# Keep the Faith (Bon-Jovi-Lied)
Keep the Faith (englisch für „Behalte den Glauben“) ist ein Lied der US-amerikanischen Rockband Bon Jovi, das im Oktober 1992 erschien.

## Entstehung und Veröffentlichung
Das Lied wurde von den beiden Bon-Jovi-Mitgliedern Jon Bon Jovi und Richie Sambora, zusammen mit dem Koautor Desmond Child, geschrieben. Für die Produktion zeichnete Bob Rock verantwortlich.
Die Erstveröffentlichung von Keep the Faith erfolgte als Single am 12. Oktober 1992 bei Mercury Records. Diese erschien unter anderem als 7″-Single mit der B-Seite I Wish Everyday Could Be Like Christmas (Katalognummer: 864 432-7), oder auch CD-Maxi-Single, die neben der Single- um die Albumversion zu Keep the Faith sowie dem Lied Little Bit of Soul erweitert wurde (Katalognummer: 864 481-2). Am 30. Oktober desselben Jahres erschien das Lied als Teil von Bon Jovis gleichnamigen fünften Studioalbums (Katalognummer: PHCR-1180), dessen erste Singleauskopplung es ist.

## Musikvideo
Das Video wurde mit Regisseur Phil Janou abwechselnd in Schwarz-Weiß und in Farbe in New York City gedreht, dazwischen sind Live-Szenen zu sehen. Die Band wird unter anderem auf der Brooklyn Bridge und an der Wall Street gezeigt.

## Rezeption
Das Online-Magazin Metalglory schrieb, das Stück habe gezeigt, „dass bei diesen Rockstars noch lange nicht Schluss ist.“ Auf der Seite Ultimate-guitar.com wurde das Stück zu den beeindruckendsten des Albums gezählt.
Whiskey-soda schrieb: „Ihren Mainstream-Welterfolg konnte die Band mit dem Titelstück 'Keep the Faith' verbuchen. Vermutlich jedes zweite 14-jährige Mädchen konnte sich beim Anblick von Jon Bon Jovi bei 'Keep the Faith' nicht mehr zurückhalten.“

## Kommerzieller Erfolg

### Chartplatzierungen
Keep the Faith avancierte zum Nummer-eins-Hit in Norwegen sowie den US-amerikanischen Mainstream Rock Songs.
| ChartsChartplatzierungen       | Höchstplatzierung | Wochen |
| ------------------------------ | ----------------- | ------ |
| Deutschland (GfK)              | 8 (28 Wo.)        | 28     |
| Österreich (Ö3)                | 17 (8 Wo.)        | 8      |
| Schweiz (IFPI)                 | 3 (11 Wo.)        | 11     |
| Vereinigte Staaten (Billboard) | 29 (16 Wo.)       | 16     |
| Vereinigtes Königreich (OCC)   | 5 (6 Wo.)         | 6      |

| ChartsJahrescharts (1993) | Platzierung |
| ------------------------- | ----------- |
| Deutschland (GfK)         | 54          |

### Auszeichnungen für Musikverkäufe
| Land/Region       | Auszeichnungen für Musikverkäufe (Land/Region, Auszeichnung, Verkäufe) | Verkäufe |
| ----------------- | ---------------------------------------------------------------------- | -------- |
| Australien (ARIA) | Platin                                                                 | 70.000   |
| Insgesamt         | 1× Platin ·                                                            | 70.000   |

Hauptartikel: Bon Jovi/Auszeichnungen für Musikverkäufe

## Coverversion
- 1997: X-Perience (Album: Take Me Home)[12]